# Vall de Segó

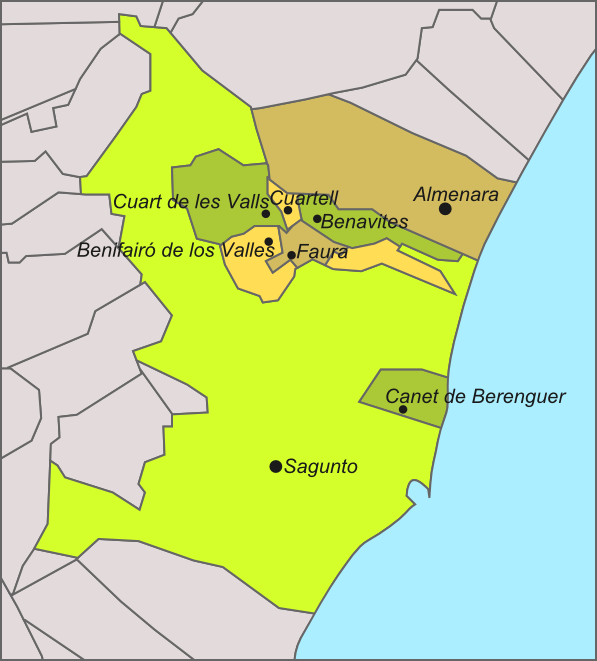
Communes de Vall de Sego.

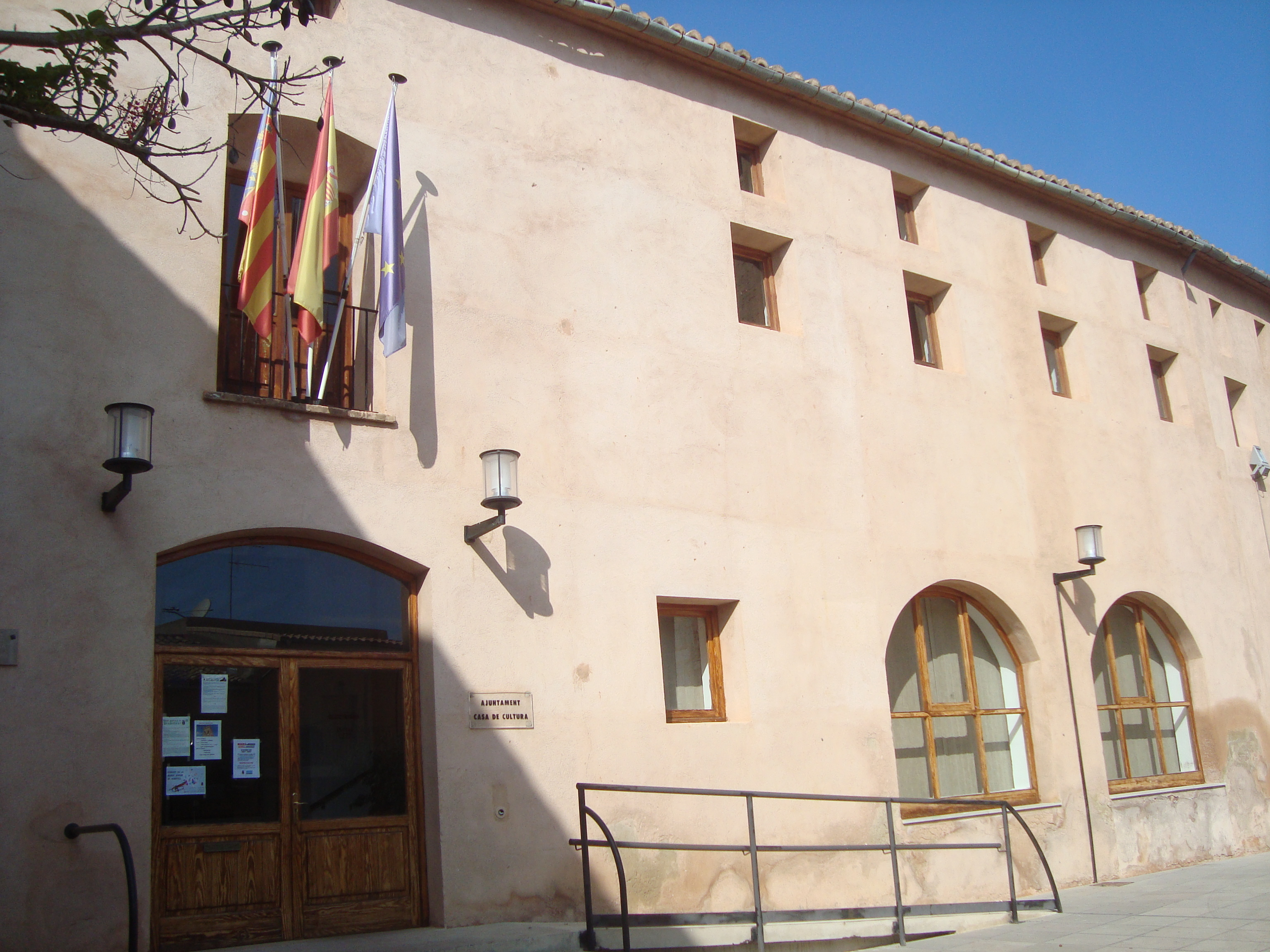
Benavites

Le Vall de Sego est une ancienne comarque de la Communauté valencienne (Espagne). Elle est actuellement englobée dans la comarque de Camp de Morvedre (à l'exception d'Almenara, qui se trouve dans celle de la Plana Baixa).

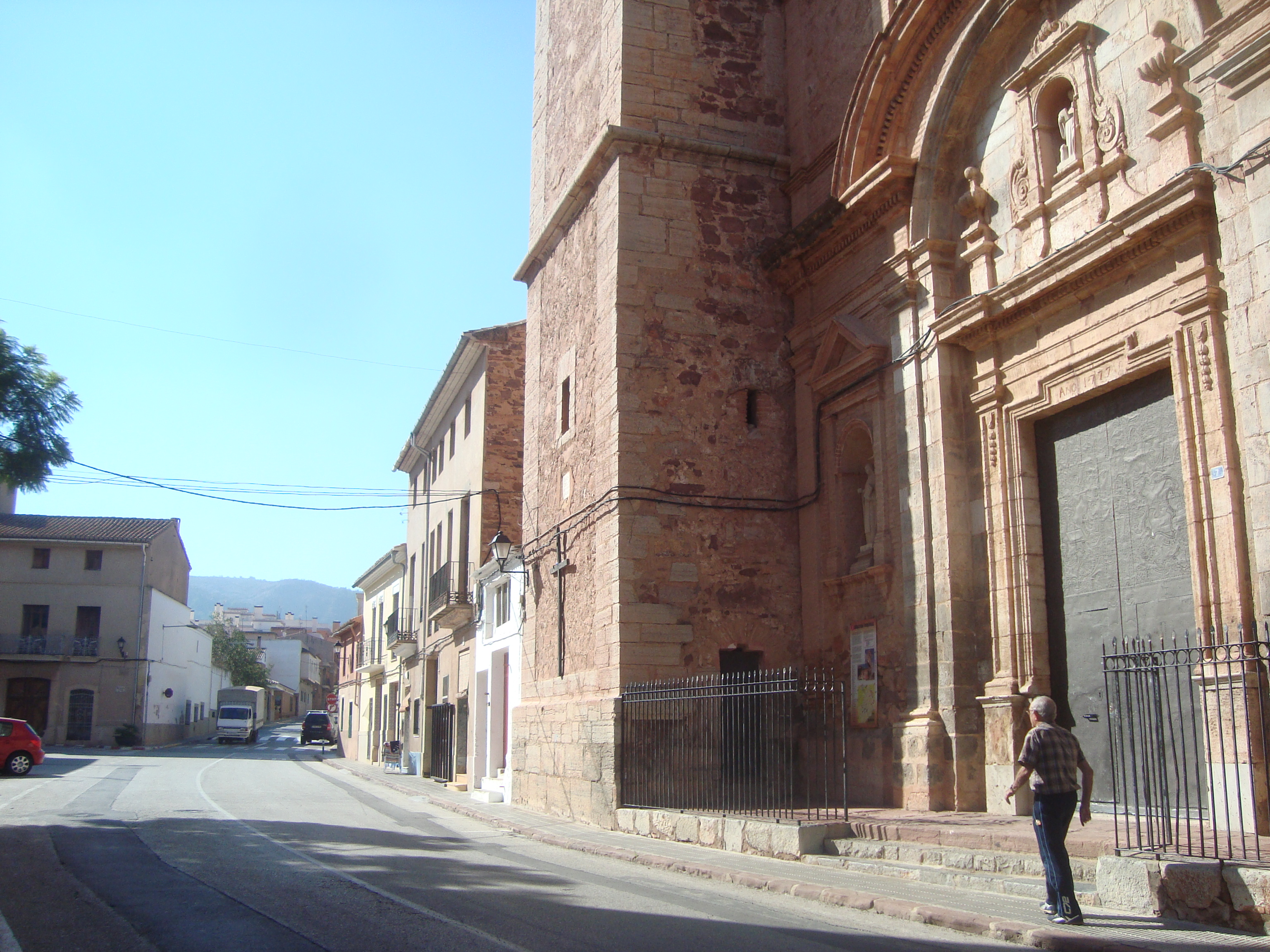
Benifairó de les Valls

## Composition
Cette plaine, délimitée comme sous-comarque, est constituée des communes suivantes : Benavites, Benifairó de les Valls, Canet de Berenguer, Faura, Sagonte, Quart de les Valls y Quartell. Elle apparait sur la carte des comarques d'Emili Beüt publiée en 1934 Comarques naturals del Regne de València.

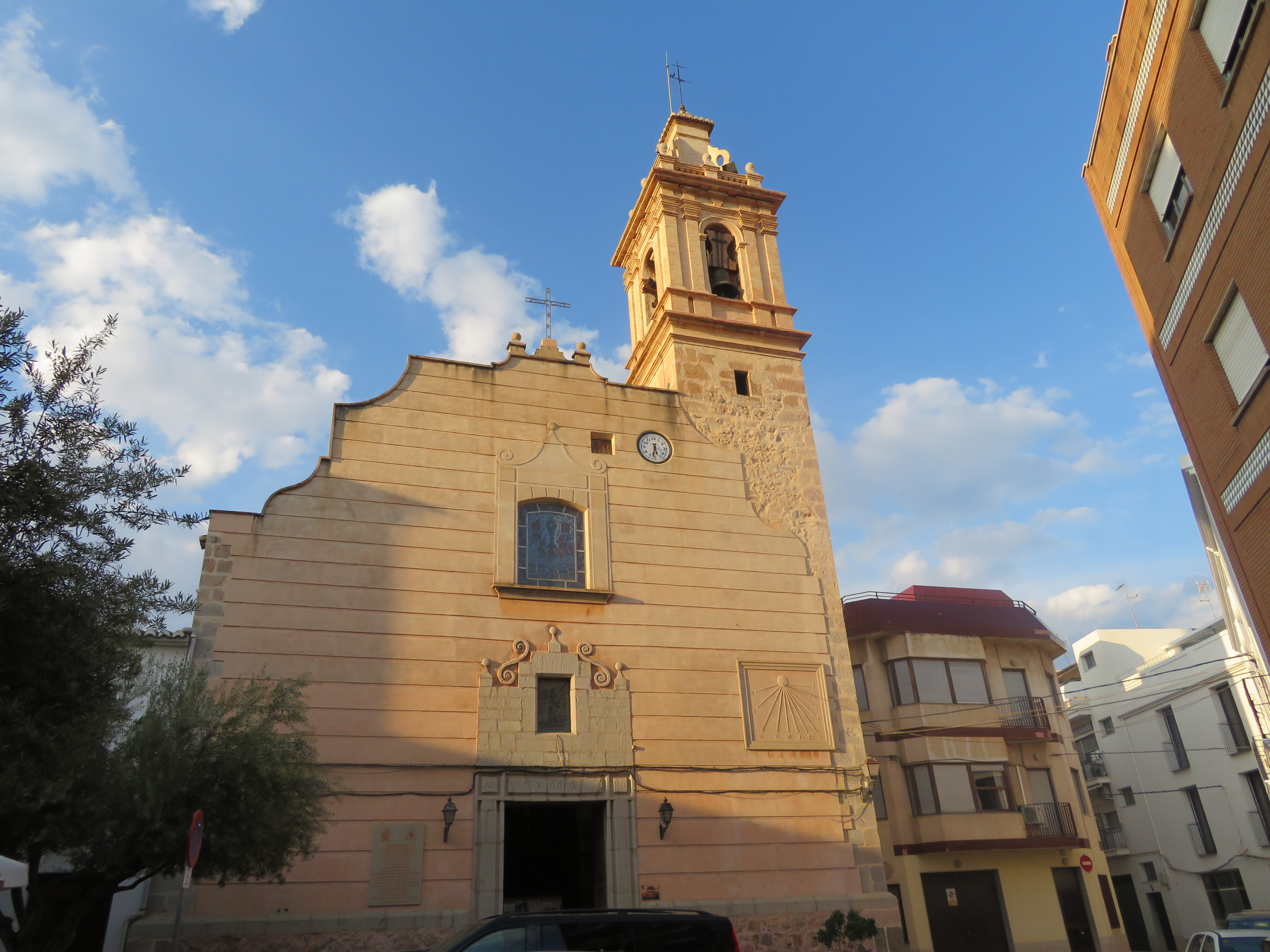
Quartell

## Géographie
Cette petite vallée de seulement 21 km² se trouve entre les montages d'Almenara au nord et le Pic dels Corbs au sud. Les terres fertiles de la vallée sont fermées à l'est par les contreforts méridionaux de la Sierra d'Espadan et forment une sorte d'arc ouvert face à la Méditerranée. Au centre de la vallée, l'abondante rivière de Font de Quart, irrigue l'ensemble des terres.

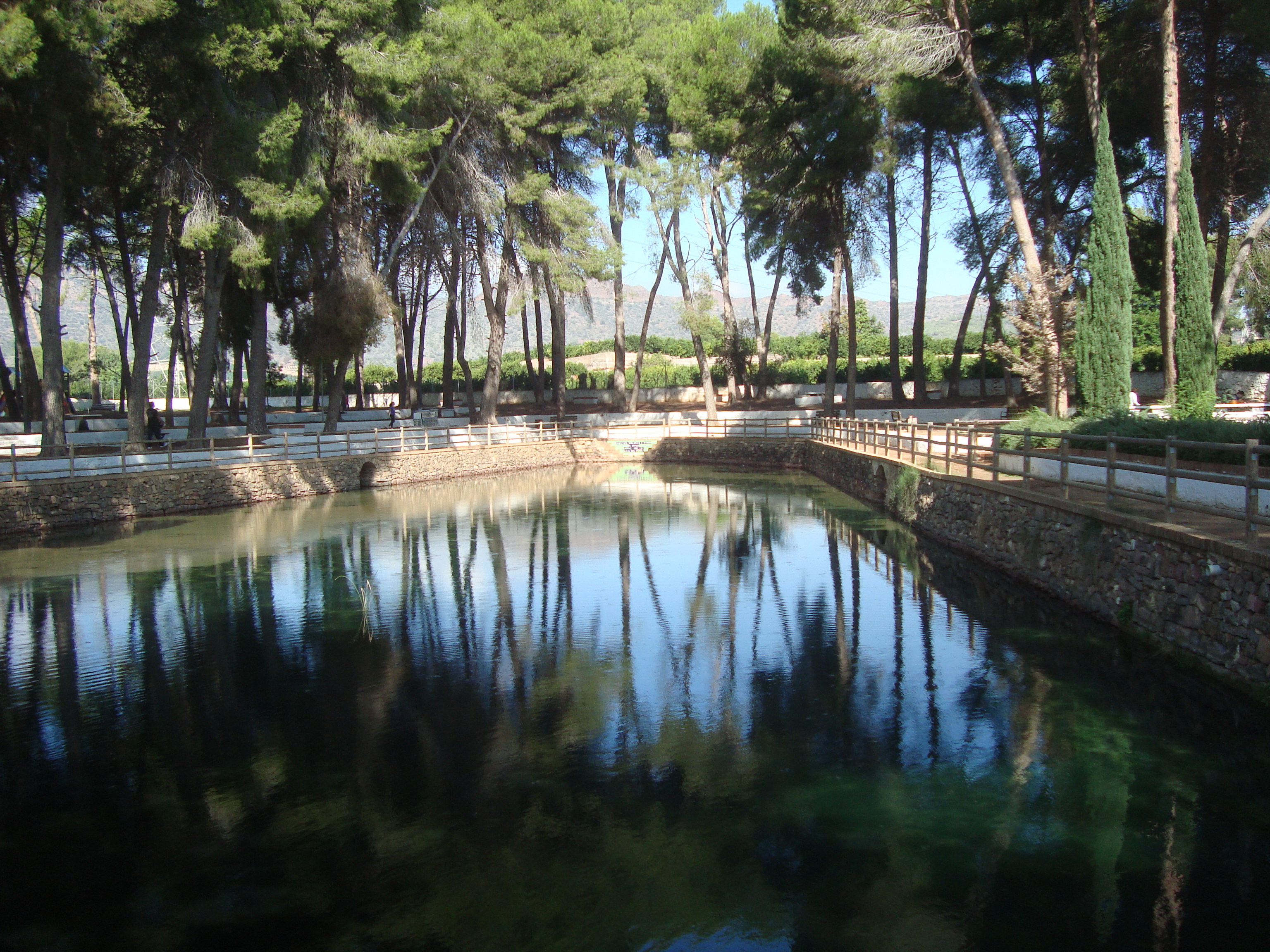
Font de Quart (Quart de les Valls, València)

## Notes et références

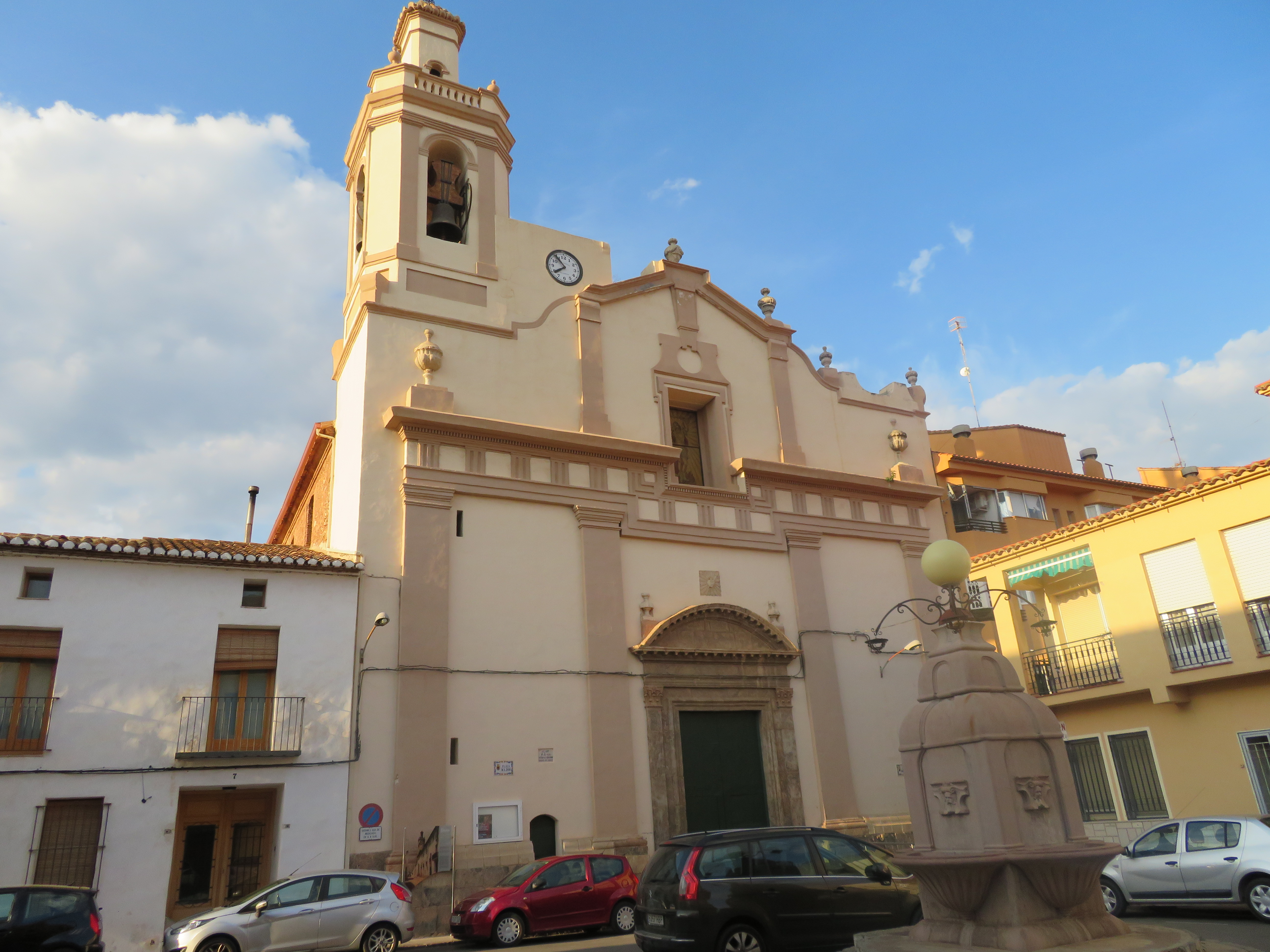
Quart de les Valls